# 裂叶紫椴
裂叶紫椴（学名：Tilia amurensis var. tricuspidata）为椴树科椴树属下的一个变种。

## 扩展阅读
- 維基物種上的相關：裂叶紫椴